# Lights (zangeres)
Lights (geboren als Valerie Anne Poxleitner) (11 april 1987), is een Canadees singer-songwriter, vooral bekend door het uitbrengen van verschillende electropop liedjes zoals Second go, Drive My Soul, Ice en Toes.

## Biografie
Lights werd geboren in Ontario, Canada en werd opgevoed door Christelijke ouders. Ze heeft haar jeugd doorgebracht in verschillende delen van de wereld, verschillend van de Filipijnen tot Jamaica. Toen zij in Toronto ging wonen heeft zij haar officiële naam van Valerie Anne Poxleitner naar Lights Valerie Poxleitner veranderd, over de verandering van haar naam zegt ze dat haar vroegere naam een deel van haar leven vertegenwoordigde wat voorbij was.
In een zelf-interview vroeg Lights zichzelf naar haar eerste nummer en ze zei "Ik was 11 jaar oud en ik leerde drie akkoorden op mijn gitaar. Het was de eerste keer dat ik écht gitaar leerde spelen en ik wilde een lied schrijven dus ik ging naar beneden en ik vroeg mijn moeder om een nummer tussen de 1 en de 150 te noemen. Ze noemde 5 of zoiets, ik kan het me niet helemaal meer herinneren, maar ik pakte de Bijbel waar 150 psalmen in stonden en ging naar nummer 5 en schreef er een lied over dat het grootste ding in mijn leven liet beginnen." Naar aanleiding van haar optreden op het laatste Flevo Festival verscheen op 4 augustus haar single Toes in de Tipparade, haar eerste notering in een hitlijst.

## Privéleven
Lights is getrouwd op 12 mei 2012 met Beau Bokan, zanger van de metalband Blessthefall.

## Filmografie
| Jaar      | Film                                    | Rol                                        | Notities              |
| --------- | --------------------------------------- | ------------------------------------------ | --------------------- |
| 2009–2010 | Audio Quest: A Captain Lights Adventure | Captain Lights, vertaald "kapitein Lights" | (Kortfilm serie, MTV) |
| 2010      | The City                                | Zichzelf                                   | MTV                   |
| 2011      | Fast Food Meatloaf - Epic Meal Time     | Zichzelf                                   | YouTube               |

## Discografie

### Albums
| Album met eventuele hitnotering(en) in de Nederlandse Album Top 100 | Datum van verschijnen | Datum van binnenkomst | Hoogste positie | Aantal weken | Opmerkingen           |
| ------------------------------------------------------------------- | --------------------- | --------------------- | --------------- | ------------ | --------------------- |
| Lights                                                              | 22-04-2008            | -                     |                 |              | ep                    |
| The Listening                                                       | 22-09-2009            | -                     |                 |              |                       |
| Acoustic                                                            | 20-07-2010            | -                     |                 |              | ep                    |
| Siberia                                                             | 04-10-2011            | -                     |                 |              |                       |
| Siberia Acoustic                                                    | 2013                  | -                     |                 |              |                       |
| Little Machines                                                     | 2014                  | -                     |                 |              |                       |
| Midnight Machines                                                   | 2016                  | -                     |                 |              |                       |
| Skin & Earth                                                        | 2017                  | -                     |                 |              |                       |
| Skin & Earth Acoustic                                               | 2019                  | -                     |                 |              | Verschijnt op 12 Juli |

### Singles
| Single met eventuele hitnotering(en) in de Nederlandse Top 40 | Datum van verschijnen | Datum van binnenkomst | Hoogste positie | Aantal weken | Opmerkingen |
| ------------------------------------------------------------- | --------------------- | --------------------- | --------------- | ------------ | ----------- |
| Drive My Soul                                                 | 2008                  | -                     |                 |              |             |
| February air                                                  | 2008                  | -                     |                 |              |             |
| Saviour                                                       | 2009                  | -                     |                 |              |             |
| Ice                                                           | 2009                  | -                     |                 |              |             |
| Second Go                                                     | 2010                  | -                     |                 |              |             |
| My Boots                                                      | 2010                  | -                     |                 |              |             |
| Everybody Breaks a Glass                                      | 2011                  | -                     |                 |              |             |
| Toes                                                          | 2012                  | 04-08-2012            | tip11           | -            |             |
| Where the Fence is Low                                        | 2012                  | -                     |                 |              |             |
| Timing Is Everything                                          | 2012                  | -                     | -               | -            |             |
| Cactus in the Valley (acoustic) (featuring Owl City)          | 2013                  | -                     |                 |              |             |
| Up We Go                                                      | 2014                  | -                     |                 |              |             |
| Running with the Boys                                         | 2015                  | -                     |                 |              |             |
| Giants                                                        | 2017                  | -                     |                 |              |             |
| We Were Here                                                  | 2018                  | -                     |                 |              |             |
| Drama Free (Featuring Deadmau5)                               | -                     |                       |                 |              |             |
| Love Me (with Felix Cartal)                                   | 2019                  | -                     |                 |              |             |
| When the Summer Dies (With Deadmau5)                          | 2021                  | -                     |                 |              |             |